# Eldorádo (dinopark)
Dinopark Eldorádo (původním názvem Sad kultury, zábavy a odpočinku Eldorádo) je DinoPark nacházející se v Hynčicích u Města Albrechtice. Roku 1957 jej založil naivní sochař František Jaich. Inspirovala jej práce Zdeňka Buriana a film Cesta do pravěku. Eldorádo je nejstarší dinopark v České republice. V roce 2023 byl dinopark přístupný vždy po několik hodin o sobotách.

## Historie
Z Lipníku nad Bečvou pocházející vyučený malíř František Jaich (1899–1987) byl vášnivým čtenářem knih o pravěku a obdivovatelem ilustrací Zdeňka Buriana. Po odchodu do důchodu si splnil sen a na zahradě svého domu začal dinosaury vytvářet z betonu vyztuženého dráty a malovaného olejovými barvami. Původně přitom nepředpokládal, že by místo navštěvovala veřejnost, mělo být pouze soukromým rájem pro jeho rodinu.
Dinopark Sad kultury, zábavy a odpočinku Eldorádo oficiálně vznikl 15. října 1957. Přestože F. Jaich postrádal jakékoliv sochařské vzdělání, postupně vytvořil více než 100 soch pravěkých zvířat, pohádkových a jiných postav. Při práci mu pomáhal jeho syn Bedřich Thurz. Úplně první sochou v parku byla bohyně Diana, která byla inspirována Jaichovými cestami světem. Jako natěračský tovaryš se totiž dostal přes Turecko až do Persie, kde jednou pozoroval nahé ženy tančící na zahradě britského velvyslanectví v Teheránu. Na vesnici z 50. let tato socha nahé ženy způsobila pozdvižení. Místní farář protestoval, jeptišky orodovaly a dle B. Thurze dokonce dvě auta sjela do Opavice, takže nakonec musela být na příkaz Veřejné bezpečnosti přesunuta do zadní části parku.
Následně se věnoval především tématu pravěku, který zastupuje několik ještěrů v životní velikosti (např. iguanodon a tyranosaurus). Jejich podobu F. Jaich vytvářel podle populárně-naučných knih, vědeckých článků i odborných nákresů. Radil mu i sám Zdeněk Burian, který park rovněž několikrát navštívil. Pravěké téma doplňují i postavy neandrtálců. Když park začala navštěvovat veřejnost, na prosby návštěvníků začaly být doplňovány i různé pohádkové postavy (např. Sněhurka a sedm trpaslíků, Rumcajs s rodinou, Karkulka s vlkem, Ježibaba s perníkovou chaloupkou). Třetí skupinu soch tvoří různá reálná fauna a flora (např. kamzíci, orel, želva, lev, had nebo houby).
Po smrti F. Jaicha se o dinopark staral jeho syn s manželkou, následně jej převzala Thurzova dcera Jarmila Maráková s manželem.